# 杉岡能連
杉岡 能連（すぎおか よしつら、1669年（寛文9年） - 1738年8月16日（元文3年7月2日））は、江戸時代の旗本、勘定奉行。官途は佐渡守。通称は弥太郎。
徳川綱吉が館林藩主であったころの家臣杉岡重能の嫡男として誕生する。1689年（元禄2年）、勘定方として出仕し、勘定組頭、勘定吟味役と累進し、500石の知行を得る。
新井白石が主導した正徳の治に関与し、悪貨として評判の悪かった元禄小判の改鋳・正徳小判の発行に尽力した。徳川吉宗の治世となっても引き続き重用された。1731年（享保16年）には勘定奉行に登用され公事方御定書の編集に携わり、享保の大飢饉への対処として、幕府が備蓄している城米の放出や、暴動が起こった際に各地の大名へ通達して迅速に鎮圧することを吉宗に建言した。勘定奉行在職中の1738年（元文2年）に死去。台東区の一乗寺に葬られた。